# 11419 Donjohnson
11419 Donjohnson eller 1999 KS2 är en asteroid i huvudbältet som upptäcktes den 16 maj 1999 av Spacewatch vid Kitt Peak-observatoriet. Den är uppkallad efter Donald Joe Johnson II.
Den tillhör asteroidgruppen Eos.